# Millardia
Millardia (Thomas, 1911) è un genere di Roditori della famiglia dei Muridae.

## Descrizione

### Dimensioni
Al genere Millardia appartengono roditori di piccole dimensioni, con lunghezza della testa e del corpo tra 82,5 e 165 mm, la lunghezza della coda tra 78,7 e 155 mm e un peso fino a 55 g.

### Caratteristiche craniche e dentarie
Il cranio presenta una costrizione inter-orbitale considerevole e delle creste sopra-orbitali ben sviluppate. Il rostro è di proporzioni moderate. Il palato è lungo. I fori incisivi sono lunghi e si estendono ben oltre i primi molari. La bolla timpanica è grande.

Sono caratterizzati dalla seguente formula dentaria:

### Aspetto
La pelliccia è corta e soffice. Le orecchie sono grandi. Le dita dei piedi sono accorciate. Il quinto dito raggiunge a malapena la base del quarto dito. Sono presenti soltanto 4-5 cuscinetti plantari, tranne che in Millardia kondana che ne ha 6. La coda è normalmente lunga quanto la testa ed il corpo ed è ricoperta fittamente di peli. Il numero di mammelle nelle femmine varia da 2 paia in Millardia kathleenae, 3 paia in Millardia gleadowi, fino a 4 paia in Millardia meltada e Millardia kondana.

## Distribuzione
Questo genere è diffuso nel Subcontinente indiano e nell'Ecozona orientale.

## Tassonomia
Il genere comprende 4 specie.
- Millardia gleadowi
- Millardia kathleenae
- Millardia kondana
- Millardia meltada